# ジョン・ブルック

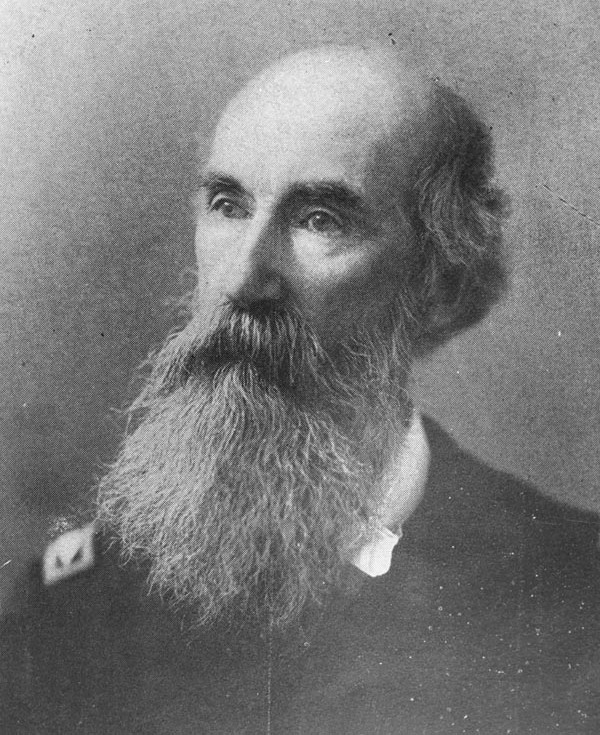
ジョン・マーサー・ブルック

ジョン・マーサー・ブルック （John Mercer Brooke、1826年12月18日 – 1906年12月14日）は、米国の海軍軍人、技術者 、科学者、教育者。大西洋横断海底ケーブルの敷設に多大な功績があり、また著名な海軍兵器発明者でもあった。咸臨丸が太平洋を横断した際には技術アドバイザーとして搭乗したが、実質的にはブルックが艦の指揮をとった。

## 若年時の経歴
ジョン・マーサー・ブルックは1826年にフロリダ州に生まれた。独立戦争時の大陸軍准将であったヒュー・マーサーの子孫に当たる。父は米国陸軍の将官であったジョージ・マーサー・ブルック。南軍のダブニー・モーリー少将（Dabney Herndon Maury ）、バージニア州知事（1794－1796年）であったロバート・ブルック（Robert Brooke）とも血縁にあたる。
ブルックはアナポリス海軍兵学校の最初の卒業者の一人であり 、1855年に米国海軍大尉に任官している。ブルックは長年に渡りマシュー・フォンテーン・モーリー中佐の下、アメリカ海軍天文台（USNO）に勤務し、星図の作成、および海底地形図作成のための測深を手伝った。それまでは海底はほぼ平らであると考えられていたが、陸地から11マイル（18 km）程度沖に出た外洋では、海底を確認できなかった。その理由の一つとして、海中では様々な方向に強い海流があるためと考えられた。深海の測深には誰も価値を認めておらず、モーリーは自身が発明した装置による測深を試みは結局失敗した。この失敗の後、ブルックは新しいアイデアを思いついた。ブルックは「深海測深装置」を完全なものにし、それ以降世界中の海軍で使われることとなった。モーリーはさらに海底からの「コア（サンプル）採取機能」を付加することを求めたが、ブルックはそれも発明した。

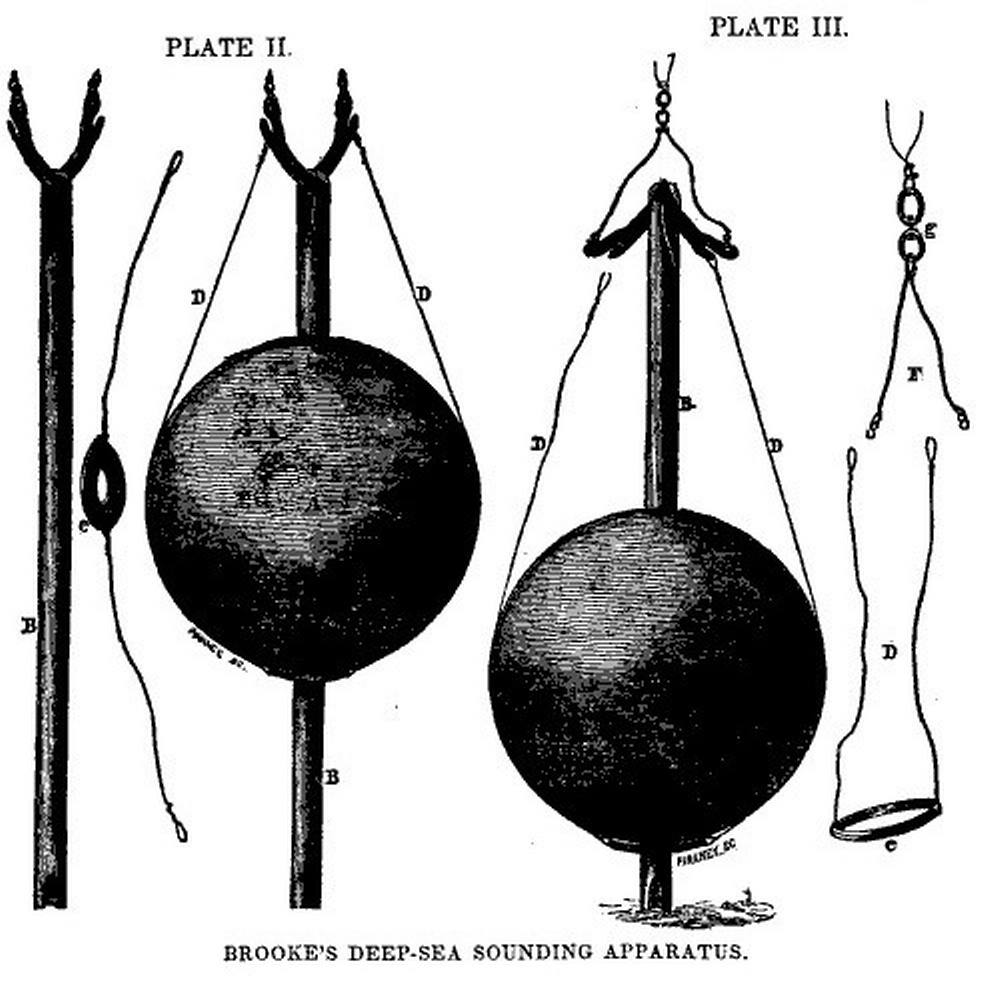
深海測深およびコア採取装置

装置は、球形砲弾の中心を通るように中空のチューブを突き通したもので、チューブの内側は深海から採取したサンプルの汚染を防ぐためにコーティングされていた。コーティング剤は獣脂および最適な素材が見つかるまでいくつかの素材がテストされた。この深海サンプルを顕微鏡で観察する内、モーリーは彼を魅了するものを見つけた。さらなる調査と専門家の意見を得るため、
. . . 一部をウェストポイント士官学校の化学、鉱物学、および地質学の教授であり、著名な顕微鏡観察者であったウィットマン・ベイリー（Jacob Whitman Bailey）に送付した。1853年11月、返事が返ってきた。「あなたが先週送付してくれた深海サンプルに感謝します。興味深く観察しました。これは正しく私が求めていたものです。2マイル（3km）以上の深海に関して、このような観察ができるとは考えても観ませんでした。ブルックの装置に感謝します。サンプルを洗浄し、グリースを抜いたので、顕微鏡観察が可能になりました。深海の土壌が、砂の粒子や小石ではなく小さな殻に満ちていることを発見し、喜んでおります。主として石灰質の微小有孔虫の完全な殻、また一部はケイ質の珪藻の殻で構成されていました...」

## 大西洋横断海底ケーブルへの貢献
これらのサンプルは、モーリーがニューファンドランド島からアイルランド島まで200マイル毎に測深して、「海底電信台地（telegraphic plateau）」と名付けた海底から採取したものであった。モーリーはブルックの装置用いて、海底山脈図を作成していた。これら「海底電信台地」には顕微鏡サイズの生物が豊富である。これら生物の死骸のため、海底山脈の上部は安定した柔らかい層で覆われている。これは、そのあたりには碇や漁網が残っていないことを意味する。死骸が摩耗していないことから、その深度には強い流れがないことも意味する。このことが出版されたすぐ後に、著名な投資家であるサイルス・フィールド（Cyrus West Field ）はモーリーに対し、大西洋横断海底ケーブルの実現可能性を書簡として出し、肯定的な返事を得た。後に面会して詳細な検討を行っている。フィールドはサミュエル・モールスにも、海底を1600マイル（2800km）の距離を隔て電気信号を送ることの実現可能性を尋ねている。その回答はまたしても肯定的であり、フィールドは直ちにモールスを訪問した。フィールドは彼ら2人との接触を続け、可能な情報を全て収集し、彼の壮大な海底ケーブル計画に参加することを持ちかけた。これは1858年に、ビクトリア女王とブキャナン大統領が海底ケーブルを通じて話すという形で実現した。
ブルックの深海測深およびコア採取装置がなかったら、深海の様子を知ることはできず、従って海底ケーブルの敷設は何世代も後のこととなったであろう。

## 太平洋（咸臨丸搭乗と事実上の指揮）
海洋探査の専門家として、ブルックは幾つかの太平洋探検ミッションに参加した。1858年9月26日にはフェニモア・クーパーの艦長としてサンフランシスコを出発、途中太平洋の島々を調査し、1859年8月13日には横浜に到着した。しかし23日に台風に遭遇し座礁。乗組員は全員無事で、積荷も概ね回収できたが、船体の破損は酷く、破棄された。その後ブルックは横浜に滞在し、設立間もない幕府海軍に対しカウンセリングおよび技術指導も行った。1860年2月、幕府が米国に使節団を送る際に、一行を乗せたポーハタン号に加え、その護衛という名目で咸臨丸が太平洋を横断した。ブルックはその技術アドバイザーとして咸臨丸に搭乗した。出港直後に嵐に遭うという不運もあったが、日本人乗組員は技量不足であり、実質的にはブルックらアメリカ人乗員が艦を動かした。ブルックはこのことを日記に記載しているが、死後50年間日記の公開を禁じていたため、航海の実態が知られたのは1960年代になってからである。更に彼は、旅を共にしてきた日本遣米使節団の面目と、開国したばかりの日本の国際的立場を慮り、彼らが揶揄や侮りの対象とならぬよう、米国のメディアに対して「日本人乗組員達は十分な技術を有していた」と好意的な談話を載せ、部下の乗組員達にも緘口令を敷いた。その気遣いに感激した使節団幹部木村喜毅が謝礼を渡そうとしたが、彼は固辞して受け取ろうとしなかったという。同乗していた福沢諭吉は「その時に大いに人を感激せしめたことがある、というのは船中にアメリカの水夫が四、五人いましたその水夫らが、動(やや)もすると水を使うので、カピテン.ブルックに『どうも水夫が水を使うて困る』と言ったら、カピテンの言うには『水を使うたら直に鉄砲で撃ち殺してくれ、これは共同の敵じゃから、説諭も要らなければ理由を質問するにも及ばぬ、即刻銃殺して下さい』と言う」と、日本人と米国人を平等に扱い規律を厳正に守らせる姿勢を評価している。ただし咸臨丸の一行の帰路は、日本人だけで操船して無事帰国している。

## 南北戦争

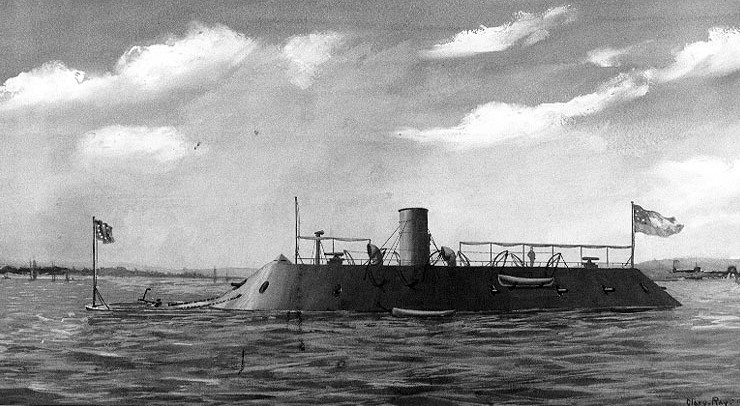
装甲艦CSS バージニア

1861年、ブルックは南軍の海軍に加わるため、米国海軍を退役した。そこでは、木製フリゲートのメリマック号（USS Merrimack ）から装甲艦バージニア号への改装に従事している。1862年には中佐に昇進、1863年には海軍兵站・測量局（Bureau of Ordnance and Hydrography）の長官となり、終戦までその職に留まった。また、アメリカ連合国海軍兵学校の設立にも関わった。
南北戦争終了後、ブルックはバージニア州レキシントンにあるバージニア軍事大学（Virginia Military Institute）の教授となった。1899年に退職し、1906年に死亡した。

## ブルック砲

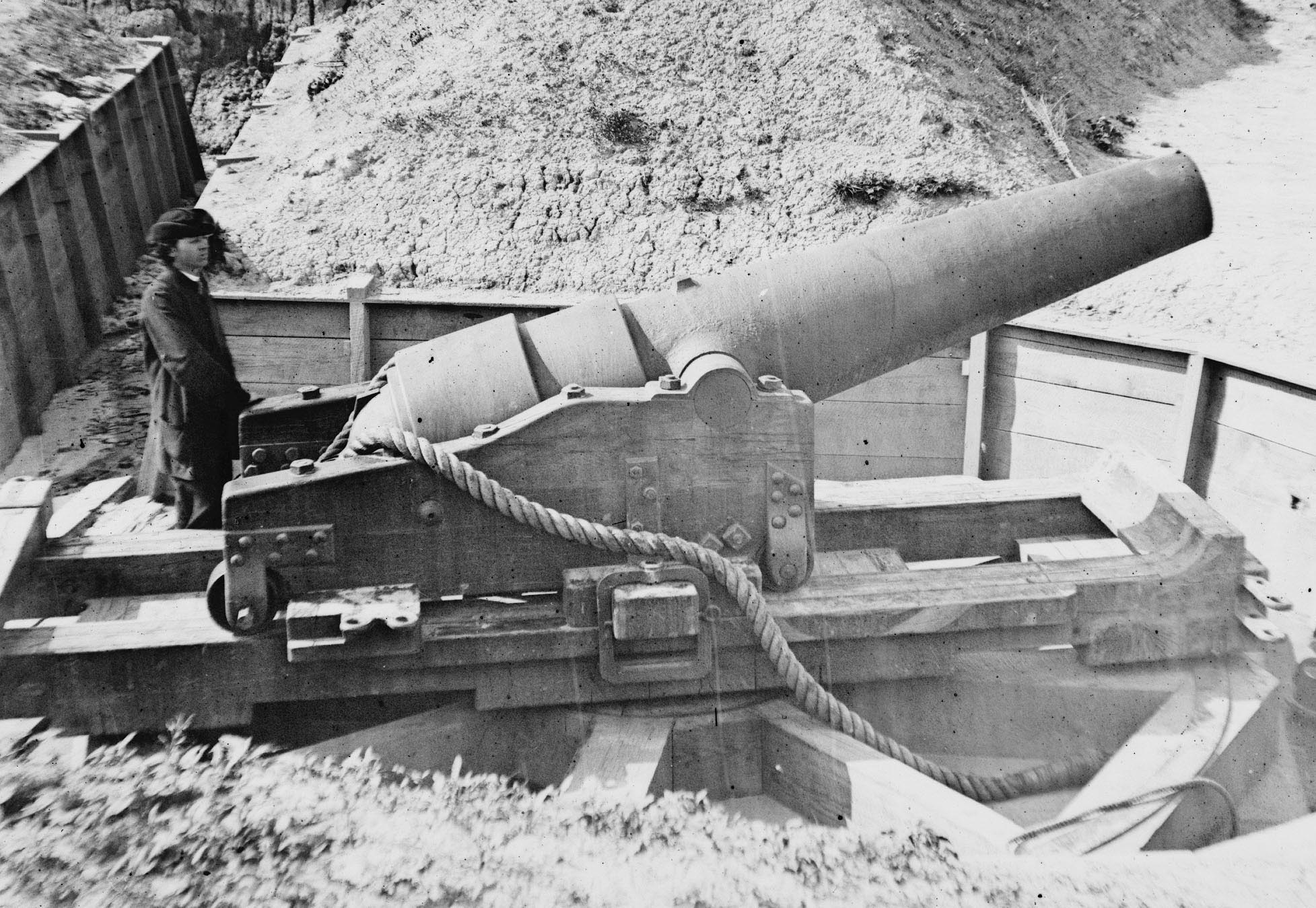
二重帯型8 inブルック施条砲

彼はまた、ブルック砲として知られる、アメリカ連合国海軍用の新型ライフル砲の開発も行った。

## ブルックの名前がつけられた艦艇
米国海軍はブルックの功績を讃え、SCB199B計画に基づいて建造されたミサイルフリゲートの1番艦をブルックと命名した。